# Alan Gardiner
Alan Henderson Gardiner (29 de marzo de 1879, Eltham-19 de diciembre de 1963, Court Place, Iffley, Oxford) fue uno de los más importantes egiptólogos de inicios del siglo XX.
Algunas de sus publicaciones más importantes incluyen un libro en 1959 sobre su estudio del Canon Real de Turín y su trabajo, escrito en 1961, El Egipto de los faraones, que cubría todos los aspectos de la cronología del antiguo Egipto y su historia.
Dos grandes contribuciones que hizo Gardiner a la filología egipcia fueron sus tres ediciones de la Gramática Egipcia y su lista de todos los jeroglíficos conocidos del idioma egipcio en la Lista de signos de Gardiner. La publicación de la Gramática egipcia produjo una de las pocas fuentes imprimibles de jeroglíficos que existían.
En 1916 Gardiner pudo desvelar el sistema de escritura proto-sinaítica, descifrando las inscripciones B´alat.
A través de su vida, alcanzó gran éxito como egiptólogo y lingüista. Sus libros y artículos ayudaron a divulgar el idioma egipcio. Alcanzó grados honoríficos de las universidades de Cambridge, Oxford y Durham, por mencionar algunas, siendo nombrado caballero en 1948. Murió en Court Place, Iffley.

## Publicaciones
- The Admonitions of an Egyptian Sage from a Hieratic Papyrus in Leiden (Pap. Leiden 334 recto). Leipzig, 1909 (reprint Hildesheim - Zürich - New York, 1990).
- Notes on the story of Sinuhe. Paris, 1916 Etana
- Ancient Egyptian Onomastica. III Vol. London, 1947.
- Egyptian Grammar. Being an Introduction to the Study of Hieroglyphs. 3rd Ed., Rev. London: Oxford University Press, 1957 (1st edition 1927). ISBN 0-900416-35-1
- The Theory of Proper Names: A Controversial Essay. London; New York: Oxford University Press, 1957.